# Nationaal park Algeti
Het Nationaal park Algeti (Georgisch:ალგეთის ეროვნული პარკი, algetis erovnoeli parki) is een nationaal park in het zuiden van Georgië. Het ligt in de gemeente Tetritskaro (regio Kvemo Kartli), bij het voormalige kuuroord Manglisi, op ongeveer 60 km ten westen van hoofdstad Tbilisi.

## Park
Het park werd in 1965 opgericht onder de Sovjetregering als staatsreservaat om de Kaukasische spar en Kaukasische zilverspar te beschermen. Sinds 2007 is het een nationaal park en heeft het een oppervlakte van 157,6 km².
De hoofdingang van het park bevindt zich net buiten Manglisi, voorbij de kathedraal (sioni) van Manglisi. Hier begint de "Koninklijke Heuvelrug"-route (სამეფო ქედი, samepo kedi), een circulaire wandelroute van 16 kilometer door het park. Vanaf Manglisi komt de wandelroute langs een picknickplaats, passeert dan de nederzettingen Martalchevi en Didi Namtvriani om via de 'koninklijke heuvelrug terug te keren in Manglisi. De route voorziet in verschillende uitkijkplaatsen over de beboste heuvels.

## Geografie
Nationaal park Algeti strekt zich uit langs de riviervallei van de Algeti, op de bosrijke zuidelijke hellingen van het Trialetigebergte en ligt op 1100–1950 meter boven zeeniveau. Net buiten het park ligt het middeleeuwse fort Kldekari op de bergkam van het Trialetigebergte. 

## Flora

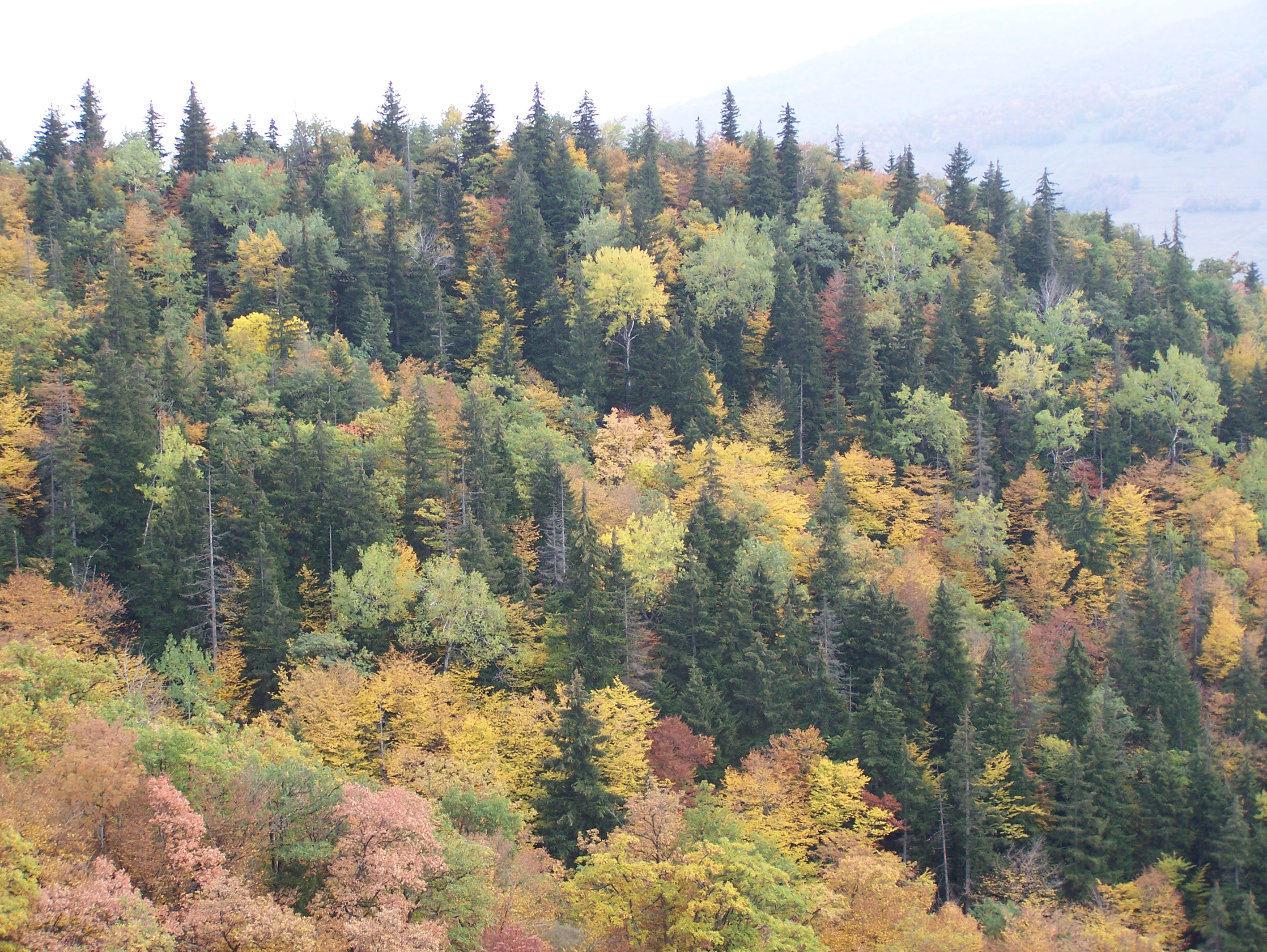
Het park kent een gemengd naald- en loofbos

Bijna 40% (60,4 km²) van het park is bedekt met bossen, waarvan het grootste deel (36 km², oftewel 23% van het park) met naaldbos. Dit betreft voornamelijk de Kaukasische spar en Kaukasische zilverspar. Sparren en dennebomen zijn lokale relictsoorten en zijn in het park tot 1850 meter hoogte aanwezig. In de gemengde bossen komen eiken- en beukenbomen voor. 
In totaal zijn er 1664 plantensoorten vertegenwoordigd: 80 boomsoorten, meer dan 800 grassen en 156 soorten kruiden. De Kaukasische rododendron komt voor in de omgeving van de Kldekari-berg. De Algeti-vallei is de oostelijke grens van zijn natuurlijke verspreidingsgebied. Naast bomen en planten komen er ruim 500 verschillende paddenstoelen voor. Een deel van de inheemse plantensoorten in het park is bedreigd.

## Fauna
In het nationaal park komen verschillende roofzoogdieren voor, waaronder de bruine beer en wolf. Andere dieren zijn lynxen, marters, eekhoorns, de hazelmuis, konijnen, vossen, wilde zwijnen en herten. Daarnaast leven er verschillende soorten amfibieën en reptielen in Algeti. Er komen verschillende slangen voor, waaronder de bedreigde gladde slang, de ringslang en de steppeadder. 
Er zijn meer dan zestig vogelsoorten vertegenwoordigd in het park. Zo is de zeer zeldzame keizerarend is in de vallei waargenomen. Minder zeldzame roofvogels zijn de havik, sperwer, buizerd, blauwe kiekendief en de grote oehoe uil. Andere vogels zijn de dollarvogel, hop, zwarte specht, zwaluw, merel, gaai, pimpelmees, winterkoning en de distelvink. 
Ten slotte komen er meer dan 1000 ongewervelde diersoorten voor.